# Томба
Томба је насеље у општини Бар у Црној Гори. Према попису из 2003. било је 1087 становника (према попису из 1991. било је 1124 становника).

## Демографија
У насељу Томба живи 795 пунолетних становника, а просечна старост становништва износи 36,0 година (36,1 код мушкараца и 35,9 код жена). У насељу има 299 домаћинстава, а просечан број чланова по домаћинству је 3,63.
Ово насеље је углавном насељено Црногорцима (према попису из 2003. године).
|  |

| Демографија | Демографија | Демографија |
| Година      | Становника  | Становника  |
| ----------- | ----------- | ----------- |
|             |             |             |
|             |             |             |
|             |             |             |
|             |             |             |
| 1948.       | 333         |             |
| 1953.       | 355         |             |
| 1961.       | 431         |             |
| 1971.       | 661         |             |
| 1981.       | 899         |             |
| 1991.       | 1.124       | 1.012       |
| 2003.       | 1.268       | 1.087       |
|             |             |             |
|             |             |             |

| Етнички састав према попису из 2003.‍ | Етнички састав према попису из 2003.‍ | Етнички састав према попису из 2003.‍ | Етнички састав према попису из 2003.‍ | Етнички састав према попису из 2003.‍ |
| ------------------------------------ | ------------------------------------ | ------------------------------------ | ------------------------------------ | ------------------------------------ |
|                                      |                                      |                                      |                                      |                                      |
| Црногорци                            | Црногорци                            |                                      | 709                                  | 65,22%                               |
| Срби                                 | Срби                                 |                                      | 106                                  | 9,75%                                |
| Албанци                              | Албанци                              |                                      | 75                                   | 6,89%                                |
| Муслимани                            | Муслимани                            |                                      | 56                                   | 5,15%                                |
| Бошњаци                              | Бошњаци                              |                                      | 18                                   | 1,65%                                |
| Хрвати                               | Хрвати                               |                                      | 13                                   | 1,19%                                |
| Југословени                          | Југословени                          |                                      | 4                                    | 0,36%                                |
| Македонци                            | Македонци                            |                                      | 1                                    | 0,09%                                |
| непознато                            | непознато                            |                                      | 50                                   | 4,59%                                |

| \| \| м \| \| \| ж \| \| ? \| 6 \| \| \| 10 \| \| 80+ \| 12 \| \| \| 8 \| \| 75—79 \| 15 \| \| \| 12 \| \| 70—74 \| 22 \| \| \| 23 \| \| 65—69 \| 23 \| \| \| 22 \| \| 60—64 \| 11 \| \| \| 26 \| \| 55—59 \| 23 \| \| \| 17 \| \| 50—54 \| 40 \| \| \| 30 \| \| 45—49 \| 54 \| \| \| 47 \| \| 40—44 \| 41 \| \| \| 53 \| \| 35—39 \| 31 \| \| \| 40 \| \| 30—34 \| 26 \| \| \| 35 \| \| 25—29 \| 28 \| \| \| 31 \| \| 20—24 \| 37 \| \| \| 29 \| \| 15—19 \| 51 \| \| \| 42 \| \| 10—14 \| 40 \| \| \| 50 \| \| 5—9 \| 44 \| \| \| 52 \| \| 0—4 \| 32 \| \| \| 24 \| \| Просек : \| 35 \| \| \| 8 \| |    |  |  |    |
| |    |  |  |    |
| | м  |  |  | ж  |
| ? | 6  |  |  | 10 |
| 80+ | 12 |  |  | 8  |
| 75—79 | 15 |  |  | 12 |
| 70—74 | 22 |  |  | 23 |
| 65—69 | 23 |  |  | 22 |
| 60—64 | 11 |  |  | 26 |
| 55—59 | 23 |  |  | 17 |
| 50—54 | 40 |  |  | 30 |
| 45—49 | 54 |  |  | 47 |
| 40—44 | 41 |  |  | 53 |
| 35—39 | 31 |  |  | 40 |
| 30—34 | 26 |  |  | 35 |
| 25—29 | 28 |  |  | 31 |
| 20—24 | 37 |  |  | 29 |
| 15—19 | 51 |  |  | 42 |
| 10—14 | 40 |  |  | 50 |
| 5—9 | 44 |  |  | 52 |
| 0—4 | 32 |  |  | 24 |
| Просек : | 35 |  |  | 8  |

| Број домаћинстава према пописима из периода 1948—2003. | Број домаћинстава према пописима из периода 1948—2003. | Број домаћинстава према пописима из периода 1948—2003. | Број домаћинстава према пописима из периода 1948—2003. | Број домаћинстава према пописима из периода 1948—2003. | Број домаћинстава према пописима из периода 1948—2003. | Број домаћинстава према пописима из периода 1948—2003. | Број домаћинстава према пописима из периода 1948—2003. |
| Година пописа                                          | 1948.                                                  | 1953.                                                  | 1961.                                                  | 1971.                                                  | 1981.                                                  | 1991.                                                  | 2003.                                                  |
| ------------------------------------------------------ | ------------------------------------------------------ | ------------------------------------------------------ | ------------------------------------------------------ | ------------------------------------------------------ | ------------------------------------------------------ | ------------------------------------------------------ | ------------------------------------------------------ |
| Број домаћинстава                                      | 90                                                     | 91                                                     | 101                                                    | 145                                                    | 213                                                    | 305                                                    | 319                                                    |

| Број домаћинстава по броју чланова према попису из 2003. | Број домаћинстава по броју чланова према попису из 2003. | Број домаћинстава по броју чланова према попису из 2003. | Број домаћинстава по броју чланова према попису из 2003. | Број домаћинстава по броју чланова према попису из 2003. | Број домаћинстава по броју чланова према попису из 2003. | Број домаћинстава по броју чланова према попису из 2003. | Број домаћинстава по броју чланова према попису из 2003. | Број домаћинстава по броју чланова према попису из 2003. | Број домаћинстава по броју чланова према попису из 2003. | Број домаћинстава по броју чланова према попису из 2003. | Број домаћинстава по броју чланова према попису из 2003. |
| Број чланова                                             | 1                                                        | 2                                                        | 3                                                        | 4                                                        | 5                                                        | 6                                                        | 7                                                        | 8                                                        | 9                                                        | 10 и више                                                | Просек                                                   |
| -------------------------------------------------------- | -------------------------------------------------------- | -------------------------------------------------------- | -------------------------------------------------------- | -------------------------------------------------------- | -------------------------------------------------------- | -------------------------------------------------------- | -------------------------------------------------------- | -------------------------------------------------------- | -------------------------------------------------------- | -------------------------------------------------------- | -------------------------------------------------------- |
| Број домаћинстава                                        | 299                                                      | 36                                                       | 48                                                       | 39                                                       | 94                                                       | 48                                                       | 23                                                       | 8                                                        | 1                                                        | 1                                                        | 1                                                        |

| Пол    | Укупно | Неожењен/Неудата | Ожењен/Удата | Удовац/Удовица | Разведен/Разведена | Непознато |
| ------ | ------ | ---------------- | ------------ | -------------- | ------------------ | --------- |
| Мушки  | 420    | 138              | 262          | 12             | 6                  | 2         |
| Женски | 425    | 93               | 262          | 60             | 7                  | 3         |
| УКУПНО | 845    | 231              | 524          | 72             | 13                 | 5         |

| Пол    | Укупно                    | Пољопривреда, лов и шумарство | Рибарство                            | Вађење руде и камена | Прерађивачка индустрија       |
| ------ | ------------------------- | ----------------------------- | ------------------------------------ | -------------------- | ----------------------------- |
| Мушки  | 201                       | 8                             | 0                                    | 5                    | 29                            |
| Женски | 123                       | 0                             | 0                                    | 1                    | 17                            |
| Укупно | 324                       | 8                             | 0                                    | 6                    | 46                            |
|        |                           |                               |                                      |                      |                               |
| Пол    | Производња и снабдевање   | Грађевинарство                | Трговина                             | Хотели и ресторани   | Саобраћај, складиштење и везе |
| Мушки  | 11                        | 3                             | 27                                   | 6                    | 79                            |
| Женски | 0                         | 4                             | 39                                   | 7                    | 13                            |
| Укупно | 11                        | 7                             | 66                                   | 13                   | 92                            |
|        |                           |                               |                                      |                      |                               |
| Пол    | Финансијско посредовање   | Некретнине                    | Државна управа и одбрана             | Образовање           | Здравствени и социјални рад   |
| Мушки  | 0                         | 2                             | 11                                   | 1                    | 0                             |
| Женски | 4                         | 4                             | 5                                    | 3                    | 13                            |
| Укупно | 4                         | 6                             | 16                                   | 4                    | 13                            |
|        |                           |                               |                                      |                      |                               |
| Пол    | Остале услужне активности | Приватна домаћинства          | Екстериторијалне организације и тела | Непознато            | Непознато                     |
| Мушки  | 10                        | 0                             | 0                                    | 9                    | 9                             |
| Женски | 10                        | 0                             | 0                                    | 3                    | 3                             |
| Укупно | 20                        | 0                             | 0                                    | 12                   | 12                            |